# Nicole Anyomi
Nicole Anyomi (Krefeld, Renania del Norte-Westfalia, Alemania; 10 de febrero de 2000) es una futbolista alemana. Juega de delantera y su equipo actual es el Eintracht Fráncfort de la Bundesliga. Es internacional absoluta por la selección de Alemania desde 2021.

## Trayectoria
En 2021, Anyomi fichó en el Eintracht Fráncfort.

## Selección nacional
Anyomi fue internacional juvenil por Alemania. Formó parte del plantel que ganó el Campeonato Europeo Femenino Sub-17 de la UEFA 2016-17.
Debutó por la selección de Alemania el 21 de febrero de 2021 contra Bélgica por un encuentro amistoso.
En junio de 2022, fue citada para disputar la Eurocopa Femenina 2022.

## Clubes
| Club                | País     | Año           |
| ------------------- | -------- | ------------- |
| SGS Essen           | Alemania | 2016-2021     |
| Eintracht Fráncfort | Alemania | 2021-presente |

## Vida personal
Nacida en Alemania, de padre togolés y madre ghaniana.